# Rhacophorus malkmusi
Espèce
Rhacophorus malkmusi est une espèce d'amphibiens de la famille des Rhacophoridae.

## Répartition
Cette espèce est endémique du Sabah en Malaisie.

## Description
Les mâles mesurent de 26,4 à 29,3 mm et les femelles de 32,2 à 35,4 mm.

## Étymologie
Cette espèce est nommée en l'honneur de Rudolf Malkmus.

## Publication originale
- Dehling, 2015 : A new species of Rhacophorus (Anura: Rhacophoridae) from Gunung Kinabalu, Borneo. Salamandra, vol. 51, no 1, p. 1–11.